# Бенгалска синявица
Бенгалската (или индийска) синявица (Coracias benghalensis), е вид птица от семейство Синявицови (Coraciidae).

## Разпространение и местообитание
Видът е разпространен широко в Азия, от Ирак и Обединените арабски емирства в югозападна Азия през Индийския субконтинент, включително Шри Ланка, Лакшадвип и Малдивските острови. Най-голяма е популацията в Индия.
Често може да се види кацнал на крайпътни дървета и жици, както и в храстовидни гори, открити пасища, култивирани и тревни площи.

## Описание
Бенгалската синявица е ниска и набита птица с дължина около 26 – 27 cm. Гърдите са кафеникави, както и шията но с бели ивици, а темето е синьо. Крилата са наситени в лилаво-синьо, опашката е небесносиня с лента от пруско синьо, а централните пера са тъмнозелени. Трите предни пръста са свързани в основата. Имат дълъг клюн с извит горен връх. Ноздрите са дълги и открити.